# Eumetopiella rufipes
Eumetopiella rufipes är en tvåvingeart som först beskrevs av Macquart 1847.  Eumetopiella rufipes ingår i släktet Eumetopiella och familjen fläckflugor. Inga underarter finns listade i Catalogue of Life.